# Szczepkowo (gmina)
Szczepkowo (od 1973 Janowiec Kościelny) – dawna gmina wiejska istniejąca do 1954 roku w woj. warszawskim (dzisiejsze woj. warmińsko-mazurskie). Nazwa gminy pochodzi od wsi Szczepkowo, lecz siedzibą władz gminy był Janowiec (Kościelny).
W okresie międzywojennym gmina Szczepkowo należała do powiatu mławskiego w woj. warszawskim. Obok gminy Mława, gmina Szczepkowo była jedyną gminą powiatu mławskiego przy granicy pruskiej, a zarazem jego najdalej na północ wysuniętą jednostką. Po wojnie gmina zachowała przynależność administracyjną. Według stanu z 1 lipca 1952 roku gmina składała się z 24 gromad.
Gminę zniesiono 29 września 1954 roku wraz z reformą wprowadzającą gromady w miejsce gmin. Jednostki nie przywrócono 1 stycznia 1973 roku po reaktywowaniu gmin, utworzono natomiast jej terytorialny odpowiednik, gminę Janowiec Kościelny, w powiecie nidzickim w woj. olsztyńskim.